# 언니 (영화)
《언니》(영어: No Mercy)는 2019년 1월 1일에 개봉한 한국의 액션 영화이다. 임경택이 감독을, 김민이 각본을 맡았다.

## 줄거리
남들처럼 평범하게 살고 싶었는데... 동생이 사라졌다! “내 동생 어디로 보냈어?” 동생의 흔적에 가까워질수록 그녀의 분노는 폭발한다! 오늘, 여기서 끝장낸다!

## 캐스팅
- 이시영 - 박인애 역 - 본작의 메인 여주인공. 은혜의 언니.
- 박세완 - 박은혜 역 - 본작의 서브 여주인공. 인애의 동생.
- 이준혁 - 한정우 역 - 인간말종 1. 본작의 메인 빌런이자 페이크 최종 보스. 시의원의 비서. 박영춘의 의해 칼을 목에 박아넣어 사망한다.
- 최진호 - 박영춘 역 - 인간말종 2. 본작의 메인 빌런이자 진 최종 보스. 시의원의 실장.
- 이형철 - 하상만 역
- 김원해 - 정사장 역

### 그 외 출연진
- 신철민 - 슈퍼주인 역
- 김기무 - 사진관주인 역
- 윤송아 - 안마방여자 역
- 문수빈 - 혜미 역
- 주인서 - 지우 역
- 김예진 - 소영 역
- 설정환 - 지철 역
- 류도하 - 정수 역
- 박일우 - 종욱 역
- 곽인준 - 김 대표 역
- 구혜령 - 슈퍼부인 역
- 이상훈 - 넘버 2 역
- 김호진 - 넘버 3 역
- 연승호 - 넘버 4 역
- 조원재 - 넘버 5 역
- 채환 - 안마방남자직원 역
- 성유라 - 안마방여자직원 역
- 정우리 - 안마방여자 역
- 홍성호 - 담임 역
- 국하은 - 착한 여학생 역
- 정회동 - 원조교제남 1 역
- 김강산 - 원조교제남 2 역
- 정다향 - 여자애 (지철) 역
- 김채현 - 하상만 장모 역
- 최인순 - 하상만 장모 역
- 박지완 - 한정우대역
- 김원중 - 어깨 1 역
- 태정 - 어깨 2 역
- 김대홍 - 어깨 3 역
- 성승주 - 박영춘수하 1 역
- 선율우 - 박영춘수하2 역
- 김대근 - 박영춘수하 3 역
- 최원호 - 박영춘수하 4 역
- 윤대근 - 박영춘수하 5 역
- 조정환 - 화장실사내 / 112경찰관 (목소리) 역
- 홍대영 - 휴게소 젊은사내 역
- 강민범 - 휴게소 젊은사내 역
- 랜팔 디네쉬 코마 - 인디오 역
- 이고은 - 출판기념회여자 역
- 임주영 - 다방아가씨 역
- 이태광 - 사회자 역
- 육효명 - 담임목사 역
- 임용순 - 경찰청장 역
- 오현진 - 하상만아내 역
- 민예지 - 하상만 딸
- 배소현 - 직장남 아내 역
- 박하랑 - 직장남 딸 역
- 정온서 - 인애 엄마 역
- 이육헌 - 인애 아빠 역
- 김준희 - 아줌마(버스) 1 역
- 서윤하 - 아줌마(버스) 2 역
- 전숭희 - 레스토랑손님 1 역
- 정수현 - 레스토랑손님 2 역
- 이금주 - 레스토랑손님 3 역
- 성진 - 레스토랑손님 4 역
- 문의영 - 레스토랑손님 5 역
- 김태윤 - 레스토랑손님 6 역
- 아나스타샤 - 유명인  역
- 김정팔 - 카센터 사장 역 (우정출연)
- 안세하 - 대부업체직원 역 (우정출연)
- 이자은 - 하상만 부인 역 (우정출연)

## 제작진
- 각본: 김민 (각본), 임경택 (각색)
- 제작: 이동현 (총괄 프로듀서), 정무열 (투자 총괄), 최광래 (투자 총괄, 공동 제작, 공동 투자), 남권우 (프로듀서). 정석현 (제작), 반수정 (제작 관리), 강탁영 (제작 투자), 김은희 (투자 지원), 위인식 (투자 지원), 김호세 (투자 책임), 김구회 (공동 제작), 나경찬 (공동 제작), 김구회 (공동 투자), 김태환 (공동 투자), 남궁정 (공동 투자)
- 기획: 한만택 (기획)
- 촬영: 이중배 (촬영), 남진아 (촬영), 오종현 (촬영), 송재완 (조명), 박정희 (조명)
- 음향: 강봉성 (동시 녹음), 이성준 (사운드)
- 음악: 정채웅 (음악)
- 프로덕션 디자인: 이현주 (미술), 전성호 (세트)
- 특수 효과: 윤황직 (특수 분장), 홍장표 (특수 효과), 서상화 (시각 효과)
- 스턴트: 임왕섭 (무술)
- 분장: 최나영 (분장, 헤어)
- 의상: 이진숙 (의상)
- 편집: 김미주 (편집)
- 홍보: 윤수비 (마케팅 책임)
- 기타: 권윤경 (디지털 색보정)

## 같이 보기
- 2019년 대한민국의 영화 목록